# Isabelle de France († 1358)

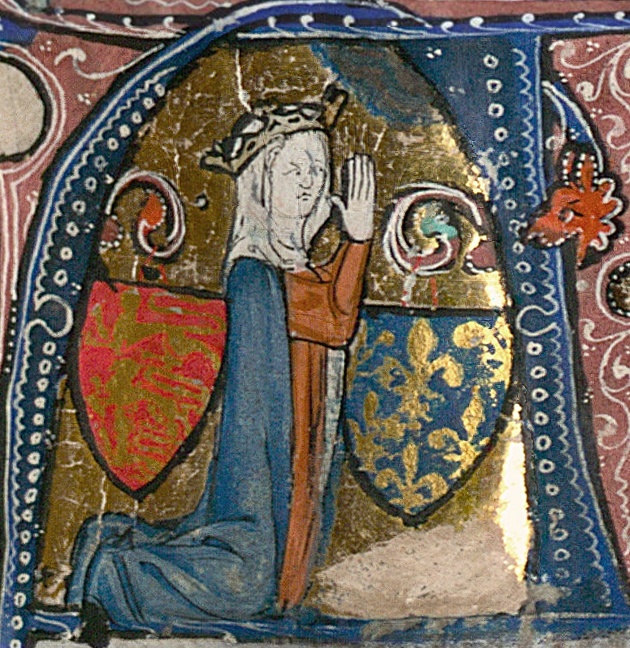
Isabelle de France. Darstellung in ihrem zu Beginn des 14. Jahrhunderts entstandenen Gebetbuch.

Isabelle de France (englisch Isabella of France; * um 1295; † 22. August 1358 auf Hertford Castle) war eine französische Prinzessin und Königin von England.

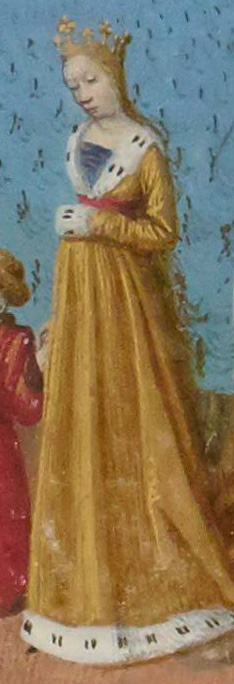
Isabelle de France, Ausschnitt aus einer um 1460 entstandenen Miniaturmalerei

## Herkunft und frühe Jahre
Isabelle war das sechste Kind des französischen Königs Philipp IV. und dessen Frau Johanna I., Königin von Navarra. Sie wurde vermutlich Ende 1295 geboren. Auf ihr Geburtsjahr lässt sich nur indirekt aus Dokumenten rund um ihre Heirat schließen. Die Dokumente sind widersprüchlich und einige deuten auch auf 1292 als Jahr ihrer Geburt. Zwei päpstliche Dispense und der Vertrag von Montreuil vom Juni 1299 legen jedoch nahe, dass Isabelle zwischen Januar 1295 und Januar 1296 zur Welt kam. Isabelle war die einzige Tochter ihrer Eltern, die die Kindheit überlebte. Sie hatte drei Brüder, die die Kinderjahre überlebten. Über Isabelles Kindheit ist wenig bekannt. Sie genoss vermutlich eine überdurchschnittlich gute Erziehung. In einer Zeit, in der für Frauen die Fähigkeit zu lesen und zu schreiben nur dann üblich war, wenn sie Nonnen waren, lernte Isabelle zumindest Lesen. Ihre späteren Haushaltsbücher weisen mehrfach Posten für den Erwerb von Büchern auf, die für ihren Privatgebrauch bestimmt waren. Nicht gesichert dagegen ist, dass Isabelle auch schreiben konnte. Sie unterhielt in späteren Jahren zwar eine ausführliche Korrespondenz, hat ihre Briefe aber vermutlich alle diktiert. Als Jugendliche rühmten ihre Zeitgenossen ihre Schönheit. Es gibt mehrere Buchmalereien und Konsolenbildnisse von ihr, aber keine belegbare Beschreibung ihres Aussehens.

## Ehe mit dem englischen König

Wappen von Isabelle de France als Königin von England

Der französische Königshof, an dem Isabelle aufwuchs, war einer der wohlhabendsten und einflussreichsten in Europa. Ihr Vater Philipp IV. stärkte durch eine geschickte Finanzpolitik das französische Königtum und leitete unter anderem Verwaltungsreformen ein. Ihre Mutter Johanna verteidigte nicht nur zweimal erfolgreich ihr eigenes Königreich Navarra gegen die Gebietsansprüche anderer europäischer Fürsten, sondern spielte auch eine aktive diplomatische Rolle bei der Verheiratung ihrer Tochter. Auch wenn es sich nicht mit Quellen belegen lässt, legen Isabelles spätere Handlungen nahe, dass sich ihr Verständnis königlicher Machtausübung am Beispiel ihrer Eltern formte. Ihr Vater dehnte durch eine geschickte Verheiratung seiner Kinder den Einfluss des französischen Königtums aus. Isabelle sollte die Beziehungen zu England verbessern, mit dem ihr Vater wegen des Besitzes der Gascogne seit 1294 Krieg führte. Während der Waffenstillstandsverhandlungen wurde 1298 eine Hochzeit zwischen der jungen Isabelle und Eduard, dem jüngsten und bis dahin einzig überlebenden Sohn des englischen Königs in Betracht gezogen, doch die Verhandlungen wurden nicht abgeschlossen. Bei weiteren Verhandlungen wurde 1299 die Heirat des englischen Königs Eduard I. mit Isabelles Tante Margarethe, einer Schwester ihres Vaters vereinbart. Im April 1303 erwog der englische König die Verheiratung seines Sohns mit einer kastilischen Prinzessin, doch als im Mai 1303 in Paris ein dauernder Frieden zwischen England und Frankreich geschlossen wurde, wurde die Ehe zwischen dem englischen Thronfolger und Isabelle als Heiratsbündnis wieder aufgegriffen und die beiden wurden Ende 1303 offiziell verlobt. Aufgrund des Verwandtschaftsverhältnisses musste ein päpstlicher Dispens beantragt werden, der im November 1305 gewährt wurde. Als der junge Eduard nach dem Tod seines Vaters im Juli 1307 als Eduard II. englischer König wurde, erhöhte Philipp IV. die Mitgift für Isabelle. Daraufhin fand am 25. Januar 1308 in der Kathedrale von Boulogne in Nordfrankreich die Hochzeit statt, die als ungewöhnlich prachtvoll galt. An der Zeremonie nahmen acht Könige und Königinnen teil, nämlich der Bräutigam Eduard II., der Brautvater Philipp IV., Isabelles ältester Bruder Ludwig, der seit dem Tod ihrer Mutter im Jahre 1305 König von Navarra war, die französische Königsmutter Maria von Brabant, der römisch-deutsche König Albrecht I. und seine Gemahlin Elisabeth von Kärnten, Görz und Tirol, der mit Isabelles Vater verwandte neapolitanische König Karl II. und die verwitwete Margarethe, die gleichzeitig Eduards Stiefmutter und Isabelles Tante war. Anschließend reiste das Paar nach England, wo beide am 25. Februar in der Westminster Abbey gekrönt wurden.

## Verhältnis zu Gaveston
Isabelles Ehemann war etwa elf Jahre älter als sie. Schon von Beginn ihrer Ehe an wurde sie mit der engen Beziehung ihres Ehemanns zu seinem Favoriten Piers Gaveston konfrontiert, zu dem dieser nicht nur ein sehr freundschaftliches, sondern vermutlich auch ein homosexuelles Verhältnis hatte. Gaveston gehörte zu der Delegation, die das junge Ehepaar begrüßte, als sie am 7. Februar 1308 in Dover anlegten. Eduard II. hatte schon vor seiner Rückkehr die Hochzeitsgeschenke des französischen Königs an Gaveston gesandt. Gaveston trug wenig später nicht nur die Juwelen, die Eduard von seinem Schwiegervater geschenkt bekommen hatte, sondern auch einen Teil des Schmuckes, der zu Isabelles Mitgift gehörte. Karl von Valois und Ludwig von Évreux, zwei Onkel von Isabelle, die zur Krönung nach England gereist waren, waren über das Verhalten von Gaveston während der Krönung höchst verärgert. Schon bald beklagte Isabelle in Briefen an ihren Vater, dass Gaveston den Platz einnahm, der eigentlich ihr zustehen würde, und dass ihre Stellung am Königshof unangemessen sei. Ihre Abneigung gegenüber Gaveston war allseits bekannt, und sie soll sowohl ihren Vater wie auch den Papst und mehrere Kardinäle sowie englische Magnaten gebeten haben, ihn vom Königshof zu entfernen. Auf Druck zahlreicher Magnaten musste Gaveston schließlich im Juni 1308 ins Exil gehen. In den Monaten nach Gavestons Verbannung verbesserte sich das Verhältnis zwischen den Eheleuten allmählich. Isabelle begann ihren Mann auf seinen Reisen zu begleiten; Weihnachten 1308 verbrachten sie gemeinsam in Windsor Castle. Ab 1308 erhielt Isabelle die Einkünfte aus der französischen Grafschaft Ponthieu, die sich im Besitz der englischen Krone befand. Diese Einkünfte und Zahlungen ihres Mannes verbesserten Isabelles finanzielle Situation deutlich. Nach Gavestons erster Rückkehr aus dem Exil im Frühjahr 1309 war keine Beteiligung Isabelles an der Oppositionsbewegung gegen den königlichen Favoriten zu erkennen. Möglicherweise hatte sie erkannt, dass Gaveston ihre Position als englische Königin nicht gefährdete, dass die noch sehr junge Isabelle Gaveston möglicherweise sogar amüsant und charmant fand. Angesichts des Machtkampfes mit den englischen Baronen entsprach es vermutlich auch Isabelles Selbstverständnis, die Position ihres Mannes zu unterstützen. In Briefen wandte sie sich mehrfach an englische Barone, um sie im Sinne ihres Mannes zu beeinflussen. An Gavestons Frau schickte sie Weihnachten 1311 wertvolle Geschenke. Die Bevorzugung Gavestons durch den König führte schließlich aber zu einem schweren Konflikt mit den Magnaten, worauf Gaveston im November 1311 für immer England verlassen sollte. Als er spätestens im Frühjahr 1312 ohne Erlaubnis nach England zurückkehrte, kam es zu einer Rebellion mehrerer Magnaten und zu einer regelrechten Jagd auf Gaveston. Zwar gilt der Bericht, wonach der König und Gaveston Isabelle im Mai 1312 auf der Flucht vor den Magnaten in Tynemouth zurückgelassen hatten, als widerlegt, doch der Earl of Lancaster bemächtigte sich schließlich Gavestons. Lancaster war ein Cousin des Königs und durch seine Mutter ein Halbbruder von Isabelles Mutter. Er hatte ihr versprochen, Gaveston aus England zu vertreiben und ließ ihn schließlich im Juni 1312 hinrichten.

## Unterstützung der Politik von Eduard II.

### Vermittlung im Streit zwischen Eduard II. und den Baronen
Im Oktober 1313 vermittelte Isabelle zusammen mit dem Earl of Gloucester zwischen dem König und den Baronen, die unter der Führung von Lancaster für die Hinrichtung Gavestons verantwortlich waren. Daraufhin begnadigte der König am 15. Oktober formell Lancaster und zahlreiche weitere Barone. Im dennoch weiter andauernden Streit zwischen dem König und Lancaster versuchte Isabelle im August 1316 zu vermitteln. Möglicherweise besuchte sie im Juli 1318 Lancaster in Pontefract und erreichte dabei, dass dieser weiteren Verhandlungen zustimmte, die dann im August zum Abschluss des Vertrags von Leake führten.

### Gewährung eigener Einkünfte und eines umfangreichen Hofstaats
Es gibt keine Hinweise darauf, dass Edward und Isabelle zwischen dem Tod Gavestons und 1322 ein unharmonisches Eheleben führten oder dass Isabelle ihren Ehemann nicht loyal unterstützte. Der König konnte die Sorgen der französischen Verwandten seiner Frau besänftigen, indem er sie standesgemäß behandelte und ihr entsprechende eigene Einkünfte aus umfangreichen, über weite Teile Englands und Nordwales verstreuten Grundbesitz gewährte. Durch diese Einkünfte konnte Isabelle einen umfangreichen Haushalt unterhalten. Zu ihrem Haushalt gehörten 180 Personen, darunter ein Almosengeber, ihr Beichtvater, ein Arzt, zwei Apotheker und vier Ritter, die für ihre Sicherheit zuständig waren. Wie für eine mittelalterliche Königin üblich, zog sie mit ihrem gesamten Haushalt zwischen den zahlreichen königlichen Residenzen umher. In den Zeiten, in denen sie von ihrem Mann getrennt war, stand sie mit ihm im Briefaustausch. Als gläubige Christin suchte sie auf ihren Reisen regelmäßig Wallfahrtsorte in England auf. Mehrfach stellte sie für Kirchenbauten oder den Unterhalt von Klöstern finanzielle Mittel zur Verfügung. Nach dem Tod der Königswitwe Margarethe 1318 erhielt sie deren Besitzungen und Einkünfte. Isabelles bisheriger Besitz fiel zurück an die Krone.

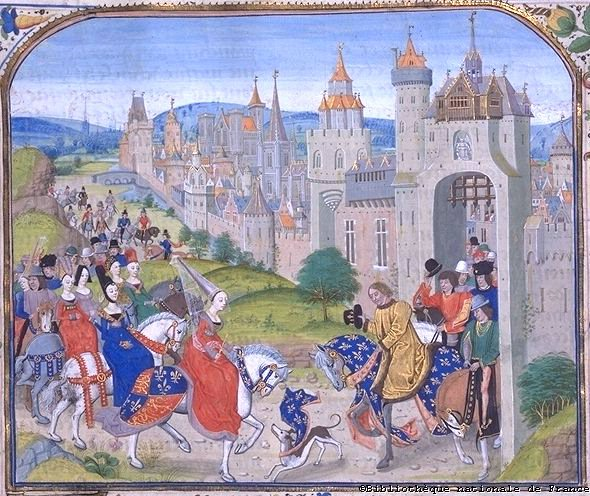
Isabelle zieht in Paris ein. Buchmalerei aus dem 15. Jahrhundert.

### Vermittlung zwischen England und Frankreich

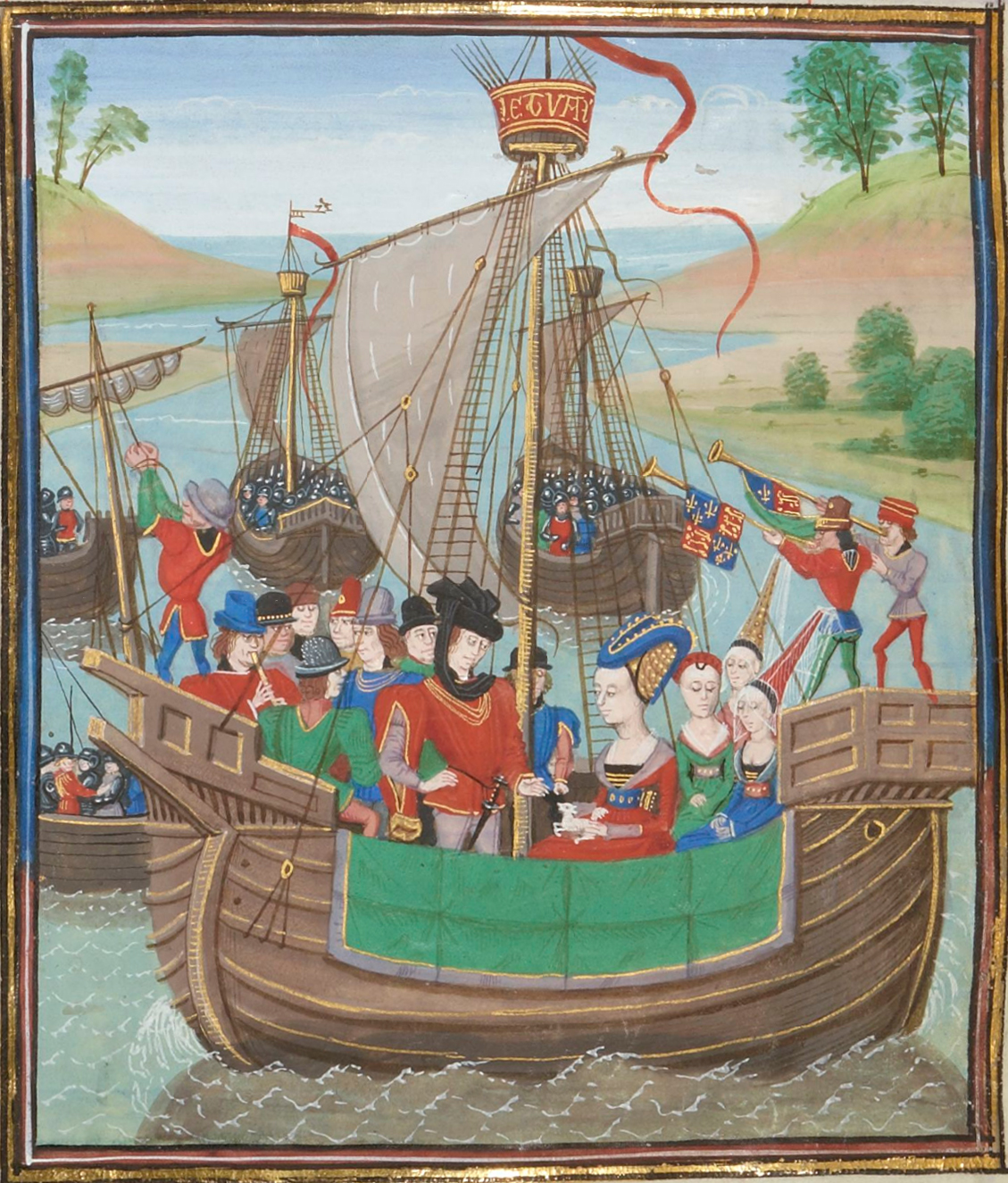
Isabelle während der Überfahrt nach England. Buchmalerei aus dem 15. Jahrhundert.

Bis zum Aufstieg der Despensers unterstützte Isabelle durchweg die Politik des Königs, vor allem half sie, die Beziehungen des Königs zu seinen Baronen und zu den französischen Königen zu verbessern. Am 23. Mai 1313 brachen Eduard II. und Isabelle von Dover aus zu einem Staatsbesuch nach Frankreich auf, bei dem sie in Paris mit großen Ehren empfangen wurden. In Frankreich verhandelte Eduard II. mit König Philipp unter anderem über die Gascogne, die im Besitz der englischen Könige war. Dazu legten beide Könige ein Kreuzzugsgelübde ab. Am 13. Juni waren Eduard und Isabelle in Pontoise. Dort geriet nachts der aus Seide gefertigte königliche Pavillon in Brand. Das Königspaar konnte sich knapp retten, Isabelle erlitt Brandwunden an einer Hand und am Arm. Am 15. Juli erreichten Eduard und Isabelle wieder Dover. Allerdings litt die Königin noch im November 1313 an ihren Brandwunden. Ende Februar 1314 brach Isabelle zusammen mit dem Earl of Gloucester, Henry de Beaumont, William Inge und Baron Badlesmere zu einer erneuten diplomatischen Mission nach Frankreich auf. Am 28. Februar schifften sie sich mit ihren Gefolge auf zahlreichen Schiffen von Sandwich aus nach Frankreich ein.  Am 16. März erreichten sie Paris. Dort überbrachte Isabelle ihrem Vater sieben Petitionen bezüglich der Gascogne. Wenn der französische König auch nicht alle englische Wünsche erfüllte, kam er, wohl seiner Tochter zuliebe, dem englischen König entgegen. Dieser positive Auftakt erleichterte den weiteren Verlauf der Verhandlungen, an denen Isabelle nicht mehr beteiligt war. Allerdings konnten die englischen Unterhändler nicht alle ihre Ziele erreichen. Am 16. April 1314 verließ Isabelle Paris und reiste in das unter ihrer Hoheit stehende Ponthieu, wo sie ihre Besitzungen besuchte. Ende April 1314 war sie wieder in England. Vielleicht schon bei ihrem Besuch in Frankreich 1313, doch nach verschiedenen Berichten hatte Isabelle spätestens bei ihrem Besuch 1314 vom Ehebruch ihrer Schwägerinnen Margarete und Blanka von Burgund erfahren und ihrem Vater davon berichtet. Dies führte im April 1314 zur Tour-de-Nesle-Affäre.
Im Juni 1320 begleitete Isabelle ihren Mann, als dieser erneut nach Frankreich reiste, um dem neuen französischen König Philipp V., einem weiteren Bruder von Isabelle, für die Gascogne zu huldigen. Dabei traf Isabelle ihren Bruder in Amiens, wo die Huldigung am 29. Juni stattfand. Isabelle setzte sich bei ihrem Bruder zugunsten englischer Kaufleute ein.

### Förderung ihrer Günstlinge
Bereits in den ersten Jahren ihrer Ehe hatte Eduard II. trotz des kritischen Verhältnisses zwischen Gaveston und Isabelle oft die Wünsche seiner Frau berücksichtigt. Er kam zahlreichen ihrer Bitten nach, wenn sie sich für andere um Ämter, Ländereien oder Geld einsetzte. Zu ihren besonderen Günstlingen gehörten dabei der mit ihr verwandte Henry de Beaumont und dessen Schwester Isabel de Vescy. Während der Bischofswahl in Rochester 1317 setzte sich Isabelle für ihren Beichtvater Hamo Hythe ein, um diesen anstelle des königlichen Kandidaten zum Bischof wählen zu lassen. Dabei gelang es ihr, die Unterstützung des Earl of Pembroke und des französischen Königs zu gewinnen. Wenig später setzte sie durch, dass ihr Cousin Louis de Beaumont anstelle eines Kandidaten ihres Mannes als Bischof von Durham gewählt wurde.

### Spannungen mit dem König
Die Ehe zwischen Isabelle und Eduard II. verlief nicht ohne Spannungen. Angeblich erklärte Eduard II. beharrlich, dass er Isabelle nur widerwillig geheiratet hätte. Dazu machte er sie für die andauernden Spannungen mit Frankreich wegen der sich im Besitz der englischen Krone befindlichen Gascogne verantwortlich. Eduards II. Vorliebe für nicht standesgemäße Freizeitbeschäftigungen wie Rudern führte 1316 zu Gerüchten, nach denen er nicht ein Sohn seines Vaters war, und die standesbewusste Isabelle fühlte sich durch den Spott, der ihr zugetragen wurde, verletzt. Im Krieg mit Schottland geriet Isabelle zweimal in Gefahr, in schottische Gefangenschaft zu geraten. Beim schottischen Vorstoß von 1319 konnte sie rechtzeitig in Sicherheit gebracht werden, da ein schottischer Späher in Gefangenschaft geraten war. Bei einem weiteren schottischen Vorstoß im Oktober 1322 geriet sie nach der englischen Niederlage in der Schlacht bei Byland in Tynemouth hinter die schottischen Linien. Nur durch eine gefährliche Flucht in einem kleinen Schiff konnte sie entkommen. Dabei ertranken zwei ihrer Hofdamen.

### Rolle im Despenser War
Eduard II. wurde ab etwa 1317 zunehmend von einer Gruppe Günstlinge beeinflusst, von denen schließlich Hugh le Despenser und sein gleichnamiger Vater Hugh le Despenser der Ältere beherrschenden Einfluss auf ihn gewannen. Dem jüngeren Despenser gelang es, durch die Gunst des Königs und durch rücksichtslose Erwerbungen ein größeres Territorium in Südwales aufzubauen. Daraufhin kam es Anfang 1321 zum Despenser War, einer bewaffneten Rebellion der Marcher Lords, die den König zwangen, die Despenser ins Exil zu schicken. Während des Despenser War im Frühjahr 1321 unterstützte Isabelle loyal den König. Angesichts des Drucks der Barone vermittelte sie aber im August 1321 zusammen mit dem Earl of Pembroke zwischen dem König und den rebellierenden Marcher Lords. Dabei ging sie öffentlich vor ihrem Mann in die Knie und unterstützte damit zur Verärgerung ihres Mannes die Forderung der Barone nach der Verbannung der Despenser, worauf der König der Forderung widerwillig nachkam. Durch ihre vermittelnde Rolle war Isabelle in England beliebt, doch auch ihre Vermittlungsversuche waren nur kurzzeitig erfolgreich und konnten den König nicht dauerhaft mit Lancaster und seinen anderen innenpolitischen Gegnern versöhnen. Im Auftrag ihres Mannes sollte sie im Oktober 1321 auf der Reise nach Canterbury um Quartier in Leeds Castle bitten. Die Besatzung der Burg, die dem früheren Höfling und jetzigen Gegner des Königs Baron Badlesmere gehörte, verweigerte ihr dies, worauf es zu einem Scharmützel mit dem Gefolge der Königin kam. Dabei wurden sechs Begleiter der Königin getötet. Isabelle betrachtete dies als Angriff auf ihre Würde und stand während des weiteren Konflikts fest an der Seite ihres Mannes. Der König nahm den Angriff zum Anlass, Leeds Castle zu belagern. Offenbar übergab er bereits nach der Eroberung die Burg an Isabelle. Dann ging der König gegen die rebellierenden Marcher Lords in Wales vor, von denen sich die meisten im Januar 1322 ergaben. Unter diesen war Roger Mortimer of Wigmore, den der König im Tower of London inhaftieren ließ. Anschließend zog Eduard II. mit seinem Heer gegen seinen alten Rivalen Lancaster. Lancasters Truppen wurden geschlagen, er selbst geriet in Gefangenschaft. Der König ließ ihn verurteilen und hinrichten, ebenso wie Badlesmere und weitere Barone. Im Mai 1322 hielt der König in York triumphierend ein Parlament ab, bei dem er die Adelsopposition endgültig ausschaltete.

## Entfremdung vom König

### Konflikt mit dem jüngeren Despenser
Die bereits Ende 1321 aus dem Exil zurückgekehrten Despenser gewannen rasch ihren beherrschenden Einfluss auf den König zurück. Vor allem der jüngere Despenser, der bereits ab Sommer 1320 zum Rivalen Isabelles um die Gunst des Königs geworden war, verdrängte nun auch Isabelle von der Seite des Königs. Ob der König ihr Verhalten im August 1321 weiterhin übelnahm oder ob der junge Despenser in seiner Funktion als Chamberlain of the Household ihr den Zugang zum König verwehrte, ist ungeklärt. Auf jeden Fall hatte Isabelle nach November 1322 zunehmend geringeren Einfluss auf den König. Sie erhielt kaum noch Geschenke, während der König Despenser gegen ihre Beschwerden in Schutz nahm. Auch Isabelles Freunde wie Bischof Louis de Beaumont von Durham und dessen Geschwister Henry de Beaumont und Isabel de Vescy fielen beim König in Ungnade.
Als wegen der englischen Besitzungen in Südwestfrankreich ein neuer Krieg mit Frankreich drohte, entzog ihr der König auf Drängen der Despenser im September 1324 die Verwaltung ihrer Ländereien und damit ihre Einkünfte mit der Begründung, dass sie möglicherweise mit ihrem Bruder, dem französischen König Karl IV. sympathisierte und diesem eine Landung auf ihren Besitzungen ermöglichen würde. Eduard II. gewährte ihr stattdessen täglich acht Mark für ihre laufenden Ausgaben sowie £ 1000 jährlich für die Kosten ihres Haushalts. Nach anderen, aber falschen Angaben erhielt sie täglich nur 20 Shilling. Auf jeden Fall war Isabelle nun finanziell von ihrem Mann abhängig geworden und musste aus diesem Grund viele ihrer Freunde und französischen Diener entlassen. Ende September entzog ihr der König auch die Aufsicht über die Erziehung ihrer drei jüngeren Kinder. Dazu musste sie Eleanor de Clare, eine Nichte des Königs und Frau des jüngeren Despenser, als Hofdame in ihren Haushalt aufnehmen. Eleanor diente als Agentin der Despenser, was dazu führte, dass Isabelle ohne ihr Wissen keine Briefe mehr schreiben und versenden konnte. Isabelle war nun nahezu eine Gefangene, und die Ehe zwischen ihr und dem König war praktisch gescheitert. Als Despenser erfuhr, dass Isabelle in Kontakt mit den oppositionellen Bischöfen Adam Orleton und Henry Burghersh stand, soll er angeblich den Mönch Thomas Dunhead an den Papsthof gesandt haben, um den Papst um die Auflösung der Ehe von Isabelle mit dem König zu bitten.

### Vermittlung im Krieg mit Frankreich
Möglicherweise auf Drängen von Papst Johannes XXII. sandte Eduard II. im März 1325 Isabelle nach Frankreich, damit sie mit ihrem Bruder einen Frieden aushandeln sollte. Vor ihrer Abreise erhielt sie wieder einen standesgemäßen Haushalt, dazu söhnte sie sich formal mit den beiden Despenser aus. Am 9. März brach sie von Dover aus auf, ihren Ehemann sah sie danach nicht mehr lebend wieder. Schon ihre Zeitgenossen waren sich sicher, dass sie nicht nach England zurückkehren würde, solange die beiden Despenser am englischen Königshof lebten. In Paris gelang es Isabelle tatsächlich, einen Frieden auszuhandeln, allerdings nur aufgrund hoher finanzieller Zugeständnisse des englischen Königs. Am 14. Mai beklagte der englische König in einem Brief an den Papst, dass die päpstlichen Legaten einen besseren Vertrag verhindert hätten als Isabelle. Außer der Verlängerung des Waffenstillstands habe sie kaum mehr erreicht, als andere Unterhändler hätten erreichen können. Dafür akzeptierte der französische König, dass ihm nicht der englische König, sondern der Thronfolger Eduard für die Gascogne und das Ponthieu huldigte. Dies hatte bereits im Januar 1325 Bischof John Stratford von Winchester vorgeschlagen. Eduard II. übertrug seinem Sohn daraufhin das Herzogtum Aquitanien. Der Thronfolger verließ zusammen mit seinem Onkel Edmund of Kent am 12. September England und übernahm die verlangte Huldigung.

### Exil in Frankreich

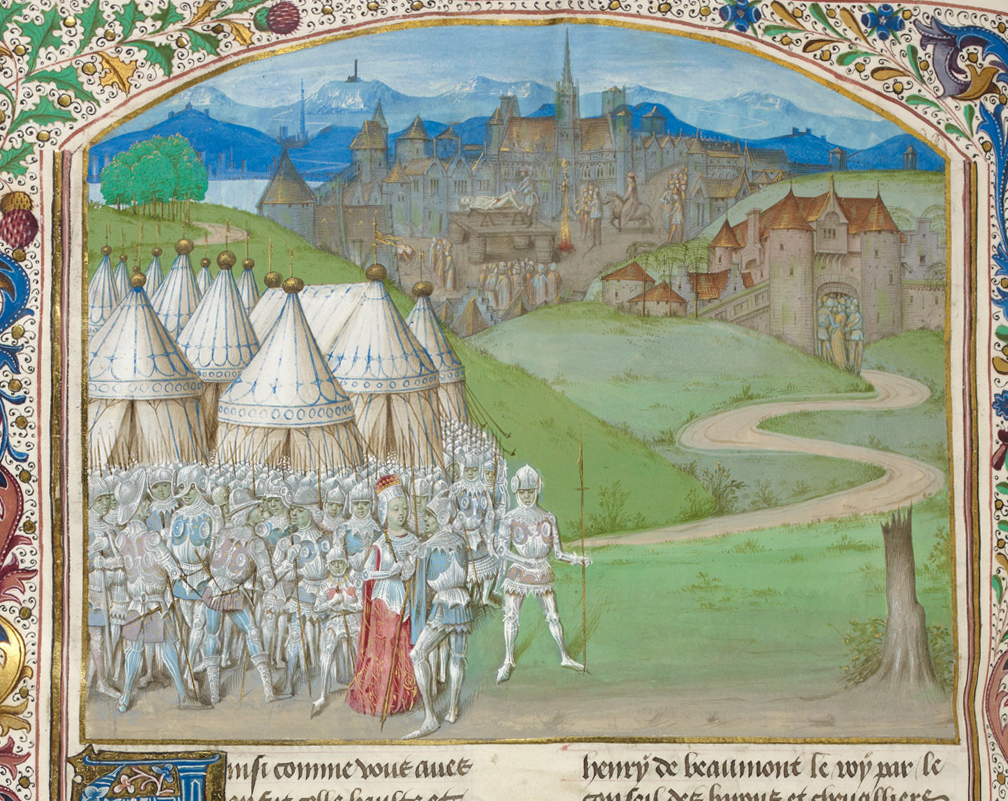
Isabelle und Mortimer mit ihrem Heer. Buchmalerei aus dem 15. Jahrhundert.

Isabelle war noch in Frankreich geblieben, obwohl ihr Mann bereits nach Abschluss des Waffenstillstandsvertrags auf ihre Rückkehr gedrängt hatte. Nach der Huldigung weigerte sie sich wie der Thronfolger und der Earl of Kent, nach England zurückzukehren. Weder der von Eduard II. Ende September nach Frankreich geschickte Bischof Stapeldon noch der im November nach Frankreich gereiste Bischof Stratford konnten Isabelle zur Rückkehr überreden, ebenso wenig die Briefe, die der König an sie, seinen Sohn oder den französischen König schickte. Gegenüber Stratford erklärte sie offen, dass sie nicht nach England zurückkehre, da sich eine Person zwischen sie und ihrem Mann geschoben habe und dass sie verlange, dass diese Person entfernt werde. Der französische König ergänzte, dass er seine Schwester nicht wegschicken würde, solange sie freiwillig in Frankreich bleiben wolle. Da Bischof Stapeldon die für die Begleichung von Isabelles Schulden bestimmten Gelder zurückgehalten hatte und der englische König am 14. November die Auszahlung ihrer Gelder stoppte, wohnte sie auf verschiedenen Burgen, die ihr der französische König zur Verfügung stellte. Ihr Bruder unterstützte sie auch finanziell, doch sie musste einen Großteil ihres etwa 30-köpfigen Haushalts entlassen. Eduard II. erklärte Anfang Dezember in einer kurzen Rede vor dem Parlament, dass der Ungehorsam der Königin für ihn unverständlich sei. Er verteidigte die Despenser und erklärte Isabelles Vorwürfe für ungerechtfertigt. Dennoch gab es in England Gerüchte, nach denen Despenser Isabelles Tod wünschte, dass der Earl of Richmond nach Frankreich geschickt wurde, um sie zu ermorden oder dass Eduard II. gesagt habe, er würde sie mit den Zähnen angreifen, wenn er keine andere Waffe zur Hand hätte. Der französische König machte ihr Hoffnung auf die Übernahme der Herrschaft von Aquitanien, und Isabelle suchte zunehmend Kontakt mit englischen Exilanten, die nach der Niederlage der Adelsopposition 1322 aus England geflüchtet waren. Unter diesen befand sich auch Roger Mortimer of Wigmor, der 1323 aus dem Tower of London entkommen und nach Frankreich flüchten konnte.

### Verhältnis mit Roger Mortimer
In Paris begann Isabelle vermutlich wohl im November 1325 ein Verhältnis mit Mortimer. Sie war dem mächtigen Magnaten in den 1310er Jahren sicher schon begegnet, doch es gibt keine Anzeichen oder Belege, dass sie nach seiner Flucht aus dem Tower ein engeres Verhältnis zu ihm hatte. Im Januar und Februar 1326 kehrten mehrere Mitglieder von Isabelles verbliebenem Gefolge nach England zurück, weil sie die schockierende Affäre mit Mortimer ablehnten. Wohl durch sie erfuhr der König spätestens im März 1326 von der Affäre seiner Frau. Die Behauptung, dass Isabelle bereits im Herbst 1321 eine Affäre mit Mortimer begonnen habe, ist unwahrscheinlich, denn während Mortimer zur Adelsopposition gehörte, stand Isabelle fest auf der Seite des Königs. Damit hätten sie keine Möglichkeit zu privaten Begegnungen gehabt. Auch während Mortimers Gefangenschaft im Tower ist es sehr unwahrscheinlich, dass sie ihn, den Verräter, besuchte oder im Kontakt mit ihm stand. Auch eine Beihilfe zu seiner Flucht ist eher unwahrscheinlich, auch wenn dies Christopher Marlowe 1593 in seinem Stück Edward II schrieb. Der Thronfolger Eduard lehnte das Verhältnis seiner Mutter mit Mortimer offenbar ab, doch weder dies noch das Gerede konnten Isabelle bewegen, die Affäre zu beenden.

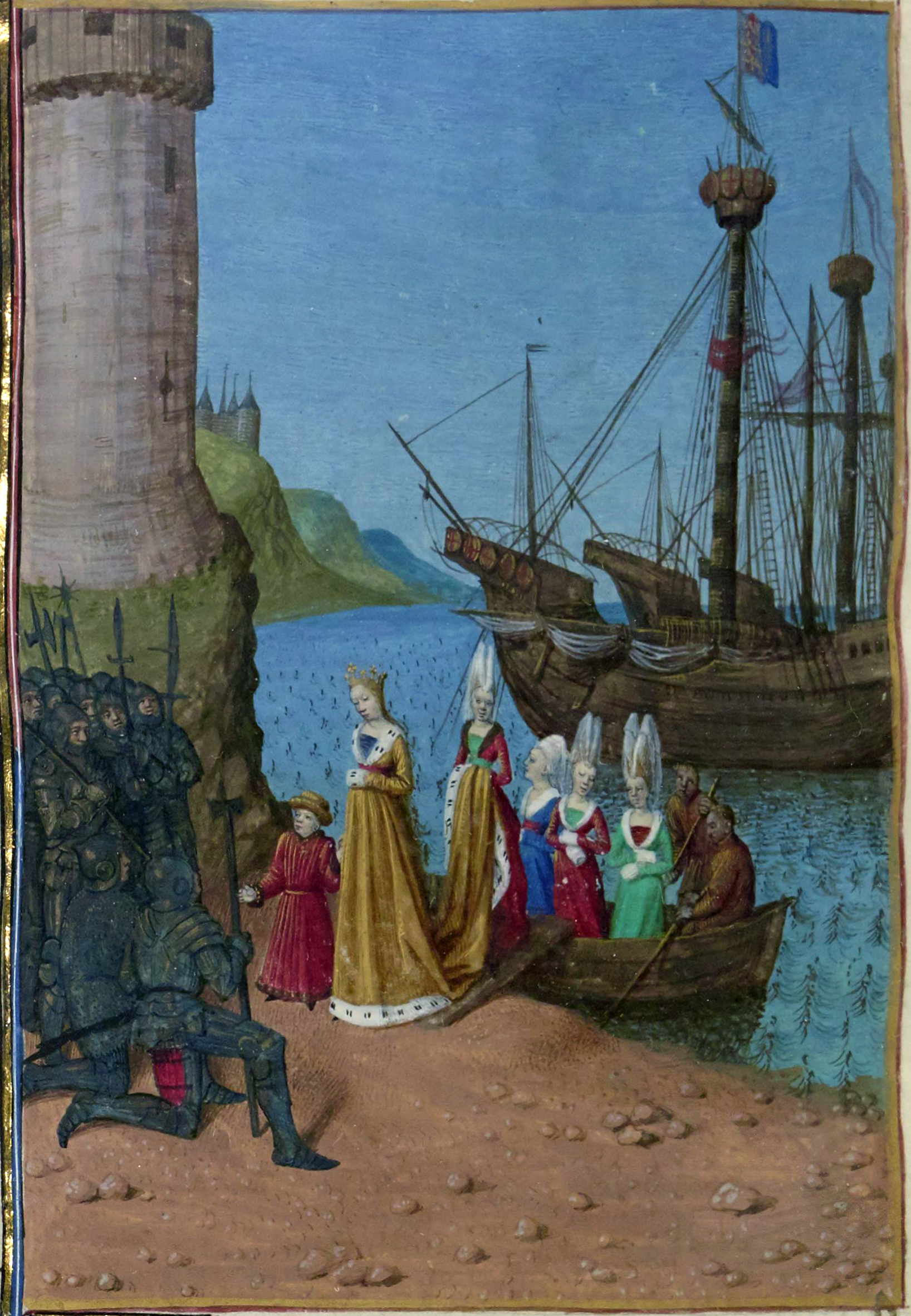
Isabelle de France landet mit ihrem Heer in England. Um 1460 entstandene Buchmalerei.

## Invasion Englands und Sturz der Herrschaft von Eduard II.
Auf die andauernden Vermittlungsversuche von Papst Johannes XXII. entgegnete Isabelle, dass vor ihrer Rückkehr die Despenser vom Königshof entfernt werden müssten. Dies lehnte Eduard II. aber weiter ab, so dass die Vermittlungsversuche des Papstes scheiterten. Die englischen Exilanten hatten Isabelle inzwischen offenbar überzeugt, dass nicht nur die Despenser, sondern auch der König selbst gestürzt werden müsse. Als der Papst dann eine Rückkehr von Isabelle nach England anordnete und jedem, der sie bei ihrer Abwesenheit unterstützte, die Exkommunikation androhte, verließ Isabelle Frankreich und suchte Zuflucht im Hennegau, das zu dieser Zeit offiziell Teil des Römisch-Deutschen Reichs war. Dort verlobte sie ihren Sohn Eduard mit Philippa, einer Tochter von Graf Wilhelm dem Guten. Die Mitgift Philippas verwendete sie, um ein Söldnerheer anzuwerben. Am 21. oder 22. September 1326 brach Isabelle von den Niederlanden mit einer Flotte nach England auf. Mit einem kleinen Söldnerheer, das durch die englischen Exilanten verstärkt wurde und das unter dem Kommando von Roger Mortimer und Jean d’Hainault, einem Bruder des Grafen, stand, landete sie am 24. September in Ostengland. Die Invasion traf auf wenig Widerstand, im Gegenteil, viele Adlige und Bürger unterstützten Isabelle. Eduard II. und die Despenser flüchteten von London nach Westengland. Isabelle verfolgte sie und erließ am 15. Oktober eine gegen die Despenser gerichtete Proklamation. Am 26. Oktober wurde ihr Sohn zum Reichsverweser für den nach Wales geflüchteten König ausgerufen. Am selben Tag ergab sich Bristol, wo der ältere Despenser in Gefangenschaft geriet und hingerichtet wurde. Am 16. November gerieten der König und der jüngere Despenser in Südwales in Gefangenschaft. Der jüngere Despenser wurde nach Hereford gebracht, wo er am 24. November als Verräter durch Hängen, Ausweiden und Vierteilen hingerichtet wurde. Isabelle berief für den 7. Januar 1327 ein Parlament nach London ein, während der König in Gefangenschaft war. Schließlich dankte Eduard II. zugunsten seines Sohnes ab, worauf dieser am 1. Februar 1327 als Eduard III. zum König gekrönt wurde.

## Herrschaft von Isabelle und Mortimer

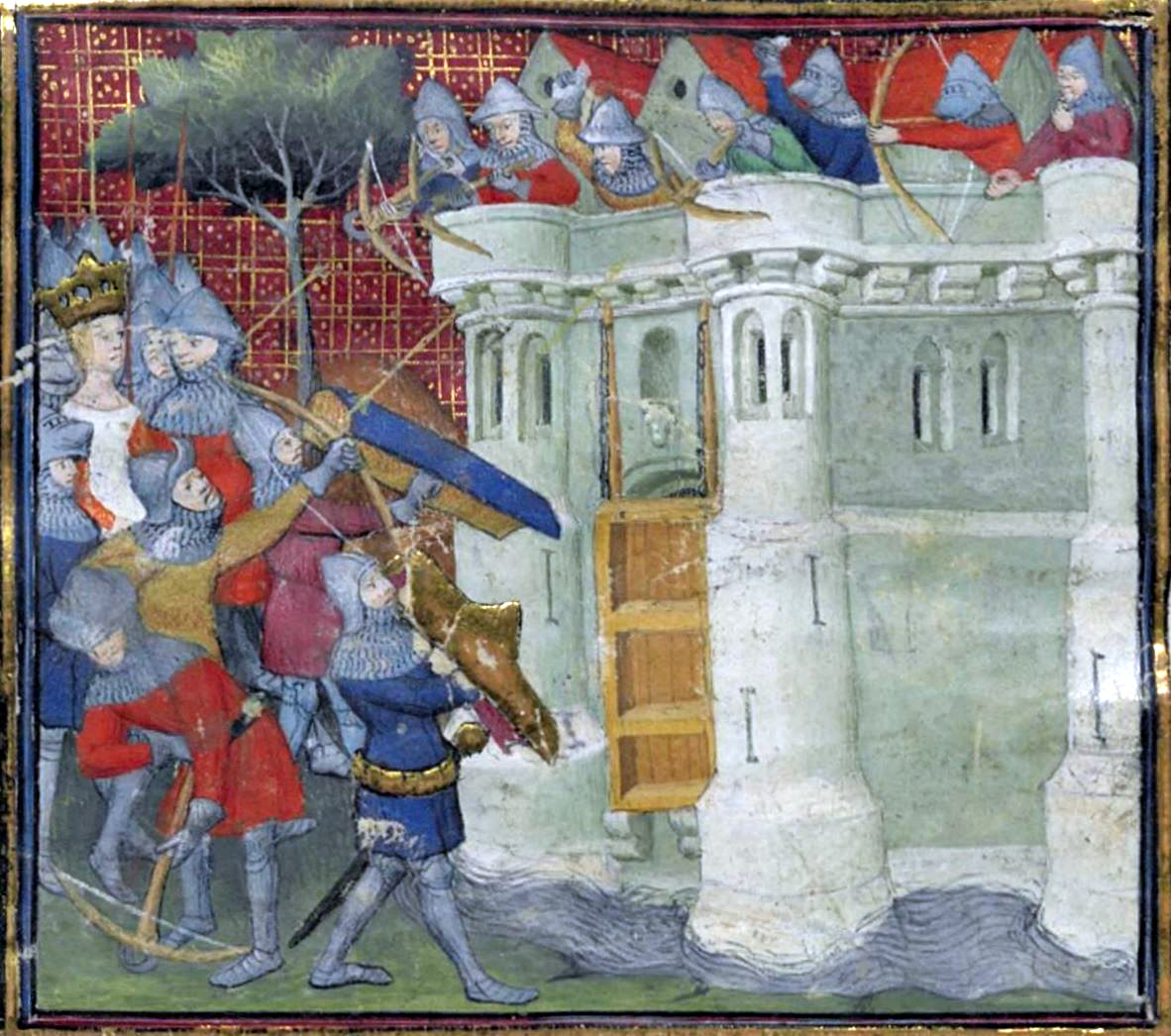
Isabelle erobert mit ihrem Heer Bristol. Buchmalerei aus dem 15. Jahrhundert.

Obwohl formal ein Regentschaftsrat für den minderjährigen Eduard III. regierte, lag die tatsächliche Macht nun in den Händen von Isabelle und Mortimer. Die beiden bemächtigten sich des immensen Landbesitzes der beiden Despenser, dazu beanspruchte Isabelle umfangreiche Teile des Kronguts, so dass dem jungen König nur ein Drittel der Einkünfte zur Verfügung stand. Ihren Mann traf Isabelle nach ihrer Rückkehr nach England nicht wieder, doch sie sandte dem Gefangenen Geschenke. Im April 1327 verbot ihr eine Ratsversammlung, den abgesetzten König zu treffen. Durch eine Verschwörung unter Führung des Mönchs Thomas Dunhead konnte der ehemalige König im Juli 1327 fast befreit werden, und als im September eine weitere Verschwörung aufgedeckt wurde, wurde der ehemalige König am 21. September 1327 ermordet. Die Tat geschah wohl  mit Duldung oder auf Befehl der neuen Machthaber, wobei Isabelle wahrscheinlich unbeteiligt war.
Noch während ihres französischen Exils hatte Isabelle in einem Geheimabkommen zugestimmt, Robert Bruce als schottischen König anzuerkennen und auf die englischen Ansprüche auf die Oberhoheit über Schottland zu verzichten. Im September 1327 schloss sie mit Frankreich einen Friedensvertrag, und nach einem fehlgeschlagenen Feldzug gegen Schottland 1327 nahm sie Friedensverhandlungen mit Schottland auf. Im am 17. März 1328 geschlossenen Frieden von Edinburgh erkannte England die schottische Unabhängigkeit an. Der Frieden wurde durch ein Heiratsbündnis zwischen Isabelles Tochter Joan mit David, dem Erben von Robert Bruce, gefestigt. Schottland zahlte im Gegenzug £ 20.000 als Wiedergutmachung für Zerstörungen während des Krieges an England. Ein Großteil des Geldes floss jedoch in die Kassen von Isabelle. Sie verwendete das Geld zur Bezahlung von Söldnern und um Unterstützer zu belohnen. Die offenkundige Gier von Isabelle erinnerte zahlreiche Zeitgenossen an die Gier der gestürzten Despenser. Der Frieden mit Schottland erzürnte und verbitterte zahlreiche Barone, die Ansprüche auf schottische Besitzungen hatten und auf die sie fast alle verzichten mussten. Zu diesen Baronen gehörten Henry de Beaumont und Henry of Lancaster, die bislang mit Isabelle verbündet gewesen waren. Obwohl Lancaster dem Staatsrat angehörte, hatte er keine tatsächliche Macht. Aus Opposition gegen Mortimers und Isabelles Herrschaft weigerte er sich im Oktober 1328, an einem Parlament in Salisbury teilzunehmen. Anschließend versuchte er, Mortimers Einfluss auf den jungen König zu beschränken. Beide Parteien stellten ein Heer auf, und Isabelles und Mortimers Truppen besetzten Leicester und plünderten Besitzungen von Lancaster. Angesichts einer drohenden offenen Konfrontation verließen zahlreiche Unterstützer Lancaster, der sich nach einer Vermittlung durch Erzbischof Mepham Anfang 1329 Isabelle und dem jungen König unterwarf. Isabelles alter Verbündeter Beaumont flüchtete jedoch ins Ausland. Im März 1330 setzten Mortimer und Isabelle die Hinrichtung des Earl of Kent, einem der Halbbrüder des abgesetzten Eduard II., durch. Kent war durch eine Intrige in eine Verschwörung verwickelt worden, die den angeblich noch lebenden Eduard II. befreien wollte. Die Hinrichtung eines Mitglieds der Königsfamilie war eine Warnung Mortimers an seine Gegner, seine Macht nicht herauszufordern. Seine Arroganz und Isabelles Gier nach Geld und Ländereien hatte jedoch ihre Herrschaft unbeliebt gemacht und zahlreiche frühere Unterstützer befremdet. Für den 18. Oktober beriefen Mortimer und Isabelle ein Parlament nach Nottingham ein. Mortimer verlangte von dem jungen König und von mehreren seiner Freunde eine Loyalitätsbekundung, dazu plante er wahrscheinlich, mehrere Freunde des Königs zu verhaften. Darauf entschloss sich der König, in einem Staatsstreich die Herrschaft seiner Mutter und Mortimers zu stürzen. Freunde von ihm drangen heimlich in Nottingham Castle ein und verhafteten Isabelle und Mortimer in ihrem Gemach in der Burg. Mortimer wurde nach London gebracht, wegen Verrats verurteilt und hingerichtet. In dem Verfahren wurde seine Beziehung zu Isabelle nicht thematisiert, obwohl Isabelle möglicherweise 1329 schwanger gewesen war.

## Leben nach dem Sturz

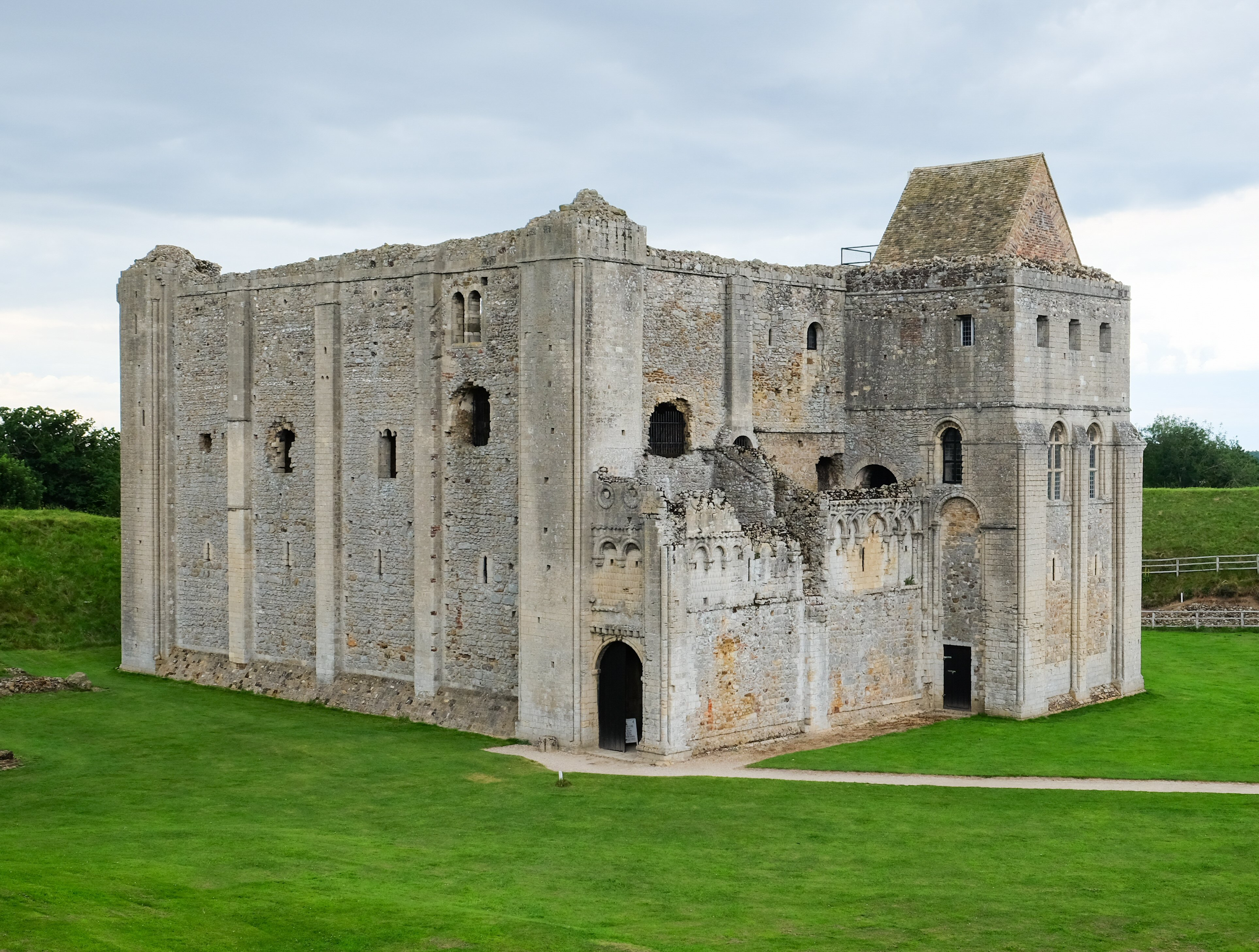
Castle Rising, der Hauptwohnsitz von Isabelle nach ihrem Sturz. Aufnahme von 2016.

Eduard III. sandte seine Mutter nach Berkhamsted Castle, wo sie die nächsten Wochen unter Hausarrest lebte. Der Papst drängte den König in einem Brief, trotz seines rechtmäßigen Zorns keine Schande über seine Mutter zu bringen. Schließlich entschloss sich der König, seine Mutter nicht anzuklagen. Am 1. Dezember musste sie dem König ihre Ländereien übergeben, worauf er ihr im Januar 1331 eine jährliche Pension in Höhe von £ 3000 zugestand. Dabei handelte er wohl nicht nur aus Sohnesliebe, sondern er wollte dem Königshaus nach über zwei Jahrzehnten Misswirtschaft einen weiteren Skandal ersparen und dazu seinen Anspruch auf den französischen Thron, den er über seine Mutter hatte, nicht gefährden. Weihnachten 1330 verbrachte Isabelle am Königshof auf Windsor Castle, und offenbar lebte sie die nächsten beiden Jahre unter Bewachung, aber mit eigenem Gefolge auf der Burg. Spätestens im März 1332 durfte sie Windsor Castle verlassen und auf anderen Burgen leben. Sie bezog als Hauptwohnsitz das 1327 von ihr erworbene Castle Rising Castle, dazu durfte sie ab November 1332 auch Eltham Palace nutzen. Durch den vom König eingesetzten Verwalter John de Moleyn stand sie immer noch unter der Aufsicht des Königs, allerdings weilte Moleyn auch häufig am Königshof. Sie durfte aber frei im Land herumreisen und genoss alle Privilegien einer Königinwitwe. 1337 gab ihr Sohn ihr die Ländereien und ihre Einkünfte zurück, die sie nach 1318 als Queen Consort hatte. Dank dieser Einkünfte konnte sie wieder über einen großen Haushalt verfügen. Die Bürger der nahe Castle Rising gelegenen Stadt Bishop’s Lynn mussten ihr regelmäßig Wein und Delikatessen liefern, und auch andere Belege zeigen, dass sie ein komfortables Leben führte. Sie durfte auf die Jagd gehen, gab aber auch Almosen und stattete die Hauskapelle von Castle Rising prächtig aus. Sie verfügte über zahlreiche religiöse Bücher und unternahm ab 1332 Wallfahrten nach Walsingham in Norfolk und später auch wieder zum Schrein von Thomas Becket nach Canterbury. Wahrscheinlich gab sie das Grabdenkmal für ihren gestorbenen Sohn John of Eltham in Auftrag. Der König besuchte sie etwa zwei bis dreimal im Jahr, mehrfach begleitete sie ihn, unter anderem im Juni 1334, zur Amtseinführung von Bischof Richard de Bury nach Durham und im November 1344 zu seinem Geburtstag nach Norwich. Bei Streitfällen auf ihren Besitzungen erklärte der König, dass sie diese als Landbesitzerin selbst regeln müsse. Isabelle führte einen langwierigen Streit mit dem Prior von Coventry über den Besitz von Häusern und anderen Rechten in der Stadt. Im September 1345 nahm sie an der Trauerfeier für Henry of Lancaster in Leicester teil. Nach 1345 besuchte sie mehrmals ihre Tochter Joan, die ihrem Mann, den in englische Gefangenschaft geratenen schottischen König David II., nach England gefolgt war und in Hertford Castle, einer Burg Isabellas, lebte. Freunde berichteten ihr von der politischen Situation im Ausland. Über den König versuchte sie gelegentlich noch Einfluss auf die englische Politik zu nehmen. Zwar scheiterte 1348 der Vorschlag des französischen Königs Philipp VI., dass Isabella und die französische Königinwitwe Johanna von Évreux bei Friedensverhandlungen als Vermittlerinnen dienen sollten, doch gelegentlich diente sie als Vermittlerin bei anderen Verhandlungen mit Frankreich oder Schottland. Sie empfing zahlreiche französische Adlige, die während des Hundertjährigen Kriegs in englische Gefangenschaft geraten waren, darunter nach 1356 den französischen König Johann II., der ein Cousin von ihr war. 1356 ließ sie ihren Palast in Sheen renovieren. Nach mehr als elf Jahren Gefangenschaft durfte David II. 1357 nach Schottland zurückkehren. Seine Frau Joan folgte ihm, doch da David sie in Schottland vernachlässigte und stattdessen seine Mätressen bevorzugte, kehrte sie im Dezember 1357 unter dem Vorwand von Friedensgesprächen nach England zurück und lebte wieder in Hertford Castle.

## Letzte Jahre und Tod
In ihren letzten Lebensjahren machte Isabelle mehrere religiöse Schenkungen. 1358 trat sie noch als Laienschwester dem Klarissenorden bei. Im Februar 1358 verschlechterte sich ihre Gesundheit. Zwar erholte sie sich zunächst wieder und konnte im April an einer Feier in Windsor Castle teilnehmen. Im Juni machte sie zusammen mit ihrer Tochter Joan eine Wallfahrt nach Canterbury. Wohl dort erkrankte sie und wurde zurück nach Hertford gebracht, wo sie am 22. August 1358 in Gegenwart ihrer Tochter starb. Ihr Leichnam wurde drei Monate lang in ihrem Hochzeitskleid in der Kapelle von Hertford Castle aufgebahrt, ehe er am 27. November in einem feierlichen Begräbnis in der Franziskanerkirche am Newgate, wo schon andere Mitglieder der königlichen Familie bestattet worden waren, beigesetzt wurde. Dabei wurde auf ihren Wunsch hin das Behältnis mit dem Herz von Eduard II. auf ihre Brust gelegt, was als Beleg gilt, dass der Tod ihres Mannes sie bis zu ihrem eigenen Tod beschäftigt hatte. Eduard III. ließ für seine Mutter zahlreiche Seelenämter lesen und ein prächtiges Grabdenkmal aus Alabaster errichten. Das Grabdenkmal wurde um 1550 zerstört, nachdem das Franziskanerkloster während der Reformation aufgelöst wurde.

## Nachwirkung
Isabelle gehört zu den umstrittensten Figuren der englischen Geschichte. Aufgrund ihrer Abstammung aus einem der vornehmsten europäischen Herrscherhäuser, ihrer gepriesenen Schönheit und ihrer schwierigen Karriere betrachteten sie ihre Zeitgenossen als liebliche, aber tragische Königin. Im 18. Jahrhundert wurde sie dagegen als She-Wolf of France, als Wölfin von Frankreich bezeichnet, eine Bezeichnung, die Shakespeare zuerst für Margarete von Anjou verwendet hatte. Ihrer Rolle beim Sturz ihres Mannes ab 1325 und ihrer Herrschaft bis 1330 steht ihre politische Bedeutung zwischen 1312 und 1325 gegenüber. In ihrer Rolle der Fürsprecherin, der traditionellen Rolle der englischen Königinnen im Mittelalter, befand sich Isabelle im Zentrum der englischen Politik, bis die Despenser sie mit Billigung ihres Mannes verdrängten. Daraufhin verbündete sie sich mit den Gegnern ihres Mannes, um diesen zu stürzen und um ihren ältesten Sohn an die Macht zu bringen. Ihre Affäre mit Mortimer schädigte weiter das Ansehen ihres Mannes, dem nicht nur Homosexualität nachgesagt wurde, sondern dessen Ehe gescheitert war. Inwieweit Mortimer tatsächlich ab 1326 die englische Politik bestimmte und welchen Einfluss Isabelle in dieser Zeit hatte, kann nicht geklärt werden, doch durch Mortimers Verhältnis mit Isabelle waren seine Taten eng mit ihren verknüpft. Isabelle hatte bis zum Schluss ein enges Verhältnis zu Mortimer, für den sie ihren Sohn noch im Augenblick der Verhaftung um Gnade bat. Im Gegensatz dazu gelang es ihr nicht, die Loyalität ihrer Unterstützer dauerhaft zu behalten, letztlich auch, weil ihre Unterstützer klar ihrem Sohn als rechtmäßigem König Treue und Gehorsam schuldeten. Die historische Bedeutung von Isabelle liegt besonders in ihrer erfolgreichen Invasion und dem folgenden Sturz von Eduard II. Dies war die erste Absetzung eines englischen Königs durch ein Parlament. Dies schuf einen Präzedenzfall für die Absetzung weiterer englischer Könige von Richard II. 1399 bis Karl I. 1648. Durch ihre Abstammung vom französischen Königshaus leitete ihr Sohn Eduard III., unterstützt von ihr, seinen Anspruch auf den französischen Thron her. Dies führte zum Hundertjährigen Krieg und zum Verlust der englischen Besitzungen in Frankreich.

## Nachkommen
Möglicherweise wegen ihrer Jugend hatte der König in den ersten Jahren ihrer Ehe keinen Geschlechtsverkehr mit ihr. Noch vor Gavestons Tod wurde sie jedoch schwanger und gebar im November 1312 ihr erstes Kind, den Thronfolger Eduard. Im November 1313 hatte Isabelle offensichtlich eine Fehlgeburt, während sie im August 1316, im Juni 1318 und im Juli 1321 weitere Kinder gebar. Damit hatte sie mit Eduard II. vier überlebende Kinder:
- Eduard III. (* 13. November 1312; † 21. Juni 1377), König von England
- John (* 14. August 1316, † 13. September 1336), Graf von Cornwall
- Eleanor (* 18. Juni 1318; † 22. April 1355), ⚭ Herzog Rainald II. von Geldern
- Joan (* 5. Juli 1321; † 7. September 1362), ⚭ David II. Bruce, König von Schottland

Isabelle wurde in der älteren Geschichtsschreibung als gefühlslose Mutter dargestellt, die ihre Kinder vernachlässigt hatte, und sie wurde als Jezebel geschmäht. Dieses Bild ist aber offensichtlich falsch. Zum einen war es im Mittelalter üblich, dass Königskinder in einem eigenen Haushalt aufwuchsen. Die jüngeren Kinder von Isabelle lebten aber offenbar sogar in ihrem Haushalt, und Isabelle kümmerte sich anscheinend um ihre Erziehung. Als sie ihre jüngeren Kinder nach jahrelanger Trennung 1326 wieder sah, soll sie sich offen sehr gefreut haben. Alle ihre Kinder, auch ihr ältester Sohn Eduard, blieben ihr bis zu ihrem Tod sehr verbunden.

## Vorfahren
| Ludwig IX. der Heilige | Ludwig IX. der Heilige | Ludwig IX. der Heilige | Ludwig IX. der Heilige | Ludwig IX. der Heilige | Ludwig IX. der Heilige |                        |                        | Margarete von der Provence | Margarete von der Provence | Margarete von der Provence | Margarete von der Provence | Margarete von der Provence | Margarete von der Provence |                            |                            | Jakob I. von Aragón        | Jakob I. von Aragón        | Jakob I. von Aragón | Jakob I. von Aragón | Jakob I. von Aragón | Jakob I. von Aragón |                     |                     | Yolanda von Ungarn  | Yolanda von Ungarn  | Yolanda von Ungarn | Yolanda von Ungarn | Yolanda von Ungarn | Yolanda von Ungarn |  |  | Theobald IV. | Theobald IV. | Theobald IV. | Theobald IV. | Theobald IV.            | Theobald IV.            |                         |                         | Margarete von Bourbon   | Margarete von Bourbon   | Margarete von Bourbon | Margarete von Bourbon | Margarete von Bourbon | Margarete von Bourbon |                     |                     | Robert I. von Artois | Robert I. von Artois | Robert I. von Artois | Robert I. von Artois | Robert I. von Artois | Robert I. von Artois |                  |                  | Mathilde von Brabant | Mathilde von Brabant | Mathilde von Brabant | Mathilde von Brabant | Mathilde von Brabant | Mathilde von Brabant |
| Ludwig IX. der Heilige | Ludwig IX. der Heilige | Ludwig IX. der Heilige | Ludwig IX. der Heilige | Ludwig IX. der Heilige | Ludwig IX. der Heilige |                        |                        | Margarete von der Provence | Margarete von der Provence | Margarete von der Provence | Margarete von der Provence | Margarete von der Provence | Margarete von der Provence |                            |                            | Jakob I. von Aragón        | Jakob I. von Aragón        | Jakob I. von Aragón | Jakob I. von Aragón | Jakob I. von Aragón | Jakob I. von Aragón |                     |                     | Yolanda von Ungarn  | Yolanda von Ungarn  | Yolanda von Ungarn | Yolanda von Ungarn | Yolanda von Ungarn | Yolanda von Ungarn |  |  | Theobald IV. | Theobald IV. | Theobald IV. | Theobald IV. | Theobald IV.            | Theobald IV.            |                         |                         | Margarete von Bourbon   | Margarete von Bourbon   | Margarete von Bourbon | Margarete von Bourbon | Margarete von Bourbon | Margarete von Bourbon |                     |                     | Robert I. von Artois | Robert I. von Artois | Robert I. von Artois | Robert I. von Artois | Robert I. von Artois | Robert I. von Artois |                  |                  | Mathilde von Brabant | Mathilde von Brabant | Mathilde von Brabant | Mathilde von Brabant | Mathilde von Brabant | Mathilde von Brabant |
|                        |                        |                        |                        |                        |                        |                        |                        |                            |                            |                            |                            |                            |                            |                            |                            |                            |                            |                     |                     |                     |                     |                     |                     |                     |                     |                    |                    |                    |                    |  |  |              |              |              |              |                         |                         |                         |                         |                         |                         |                       |                       |                       |                       |                     |                     |                      |                      |                      |                      |                      |                      |                  |                  |                      |                      |                      |                      |                      |                      |
|                        |                        |                        |                        | Philipp III. der Kühne | Philipp III. der Kühne | Philipp III. der Kühne | Philipp III. der Kühne | Philipp III. der Kühne     | Philipp III. der Kühne     |                            |                            |                            |                            |                            |                            |                            |                            |                     |                     | Isabella von Aragón | Isabella von Aragón | Isabella von Aragón | Isabella von Aragón | Isabella von Aragón | Isabella von Aragón |                    |                    |                    |                    |  |  |              |              |              |              | Heinrich I. von Navarra | Heinrich I. von Navarra | Heinrich I. von Navarra | Heinrich I. von Navarra | Heinrich I. von Navarra | Heinrich I. von Navarra |                       |                       |                       |                       |                     |                     |                      |                      |                      |                      | Blanche d’Artois     | Blanche d’Artois     | Blanche d’Artois | Blanche d’Artois | Blanche d’Artois     | Blanche d’Artois     |                      |                      |                      |                      |
|                        |                        |                        |                        | Philipp III. der Kühne | Philipp III. der Kühne | Philipp III. der Kühne | Philipp III. der Kühne | Philipp III. der Kühne     | Philipp III. der Kühne     |                            |                            |                            |                            |                            |                            |                            |                            |                     |                     | Isabella von Aragón | Isabella von Aragón | Isabella von Aragón | Isabella von Aragón | Isabella von Aragón | Isabella von Aragón |                    |                    |                    |                    |  |  |              |              |              |              | Heinrich I. von Navarra | Heinrich I. von Navarra | Heinrich I. von Navarra | Heinrich I. von Navarra | Heinrich I. von Navarra | Heinrich I. von Navarra |                       |                       |                       |                       |                     |                     |                      |                      |                      |                      | Blanche d’Artois     | Blanche d’Artois     | Blanche d’Artois | Blanche d’Artois | Blanche d’Artois     | Blanche d’Artois     |                      |                      |                      |                      |
|                        |                        |                        |                        |                        |                        |                        |                        |                            |                            |                            |                            |                            |                            |                            |                            |                            |                            |                     |                     |                     |                     |                     |                     |                     |                     |                    |                    |                    |                    |  |  |              |              |              |              |                         |                         |                         |                         |                         |                         |                       |                       |                       |                       |                     |                     |                      |                      |                      |                      |                      |                      |                  |                  |                      |                      |                      |                      |                      |                      |
|                        |                        |                        |                        |                        |                        |                        |                        |                            |                            |                            |                            | Philipp IV. von Frankreich | Philipp IV. von Frankreich | Philipp IV. von Frankreich | Philipp IV. von Frankreich | Philipp IV. von Frankreich | Philipp IV. von Frankreich |                     |                     |                     |                     |                     |                     |                     |                     |                    |                    |                    |                    |  |  |              |              |              |              |                         |                         |                         |                         |                         |                         |                       |                       | Johanna von Navarra   | Johanna von Navarra   | Johanna von Navarra | Johanna von Navarra | Johanna von Navarra  | Johanna von Navarra  |                      |                      |                      |                      |                  |                  |                      |                      |                      |                      |                      |                      |
|                        |                        |                        |                        |                        |                        |                        |                        |                            |                            |                            |                            | Philipp IV. von Frankreich | Philipp IV. von Frankreich | Philipp IV. von Frankreich | Philipp IV. von Frankreich | Philipp IV. von Frankreich | Philipp IV. von Frankreich |                     |                     |                     |                     |                     |                     |                     |                     |                    |                    |                    |                    |  |  |              |              |              |              |                         |                         |                         |                         |                         |                         |                       |                       | Johanna von Navarra   | Johanna von Navarra   | Johanna von Navarra | Johanna von Navarra | Johanna von Navarra  | Johanna von Navarra  |                      |                      |                      |                      |                  |                  |                      |                      |                      |                      |                      |                      |
|                        |                        |                        |                        |                        |                        |                        |                        |                            |                            |                            |                            |                            |                            |                            |                            |                            |                            |                     |                     |                     |                     |                     |                     |                     |                     |                    |                    |                    |                    |  |  |              |              |              |              |                         |                         |                         |                         |                         |                         |                       |                       |                       |                       |                     |                     |                      |                      |                      |                      |                      |                      |                  |                  |                      |                      |                      |                      |                      |                      |
|                        |                        |                        |                        |                        |                        |                        |                        |                            |                            |                            |                            |                            |                            |                            |                            |                            |                            |                     |                     |                     |                     |                     |                     |                     |                     |                    |                    | Isabelle de France |                    |  |  |              |              |              |              |                         |                         |                         |                         |                         |                         |                       |                       |                       |                       |                     |                     |                      |                      |                      |                      |                      |                      |                  |                  |                      |                      |                      |                      |                      |                      |